# باخارا
بلدية باخارا (بالإسبانية: Pájara) هي بلدية تقع في مقاطعة لاس بالماس التابعة لمنطقة جزر الكناري جنوب غرب إسبانيا.

## الديموغرافيا
بلغ عدد سكان بلدية باخارا 20.565 نسمة عام 2011 (وفقاً للمعهد الوطني للإحصاء الإسباني).
| 5.812 | 10.132 | 15.860 | 18.173 | 19.424 | 20.821 | 20.565 |